# Ditassa xeroneura
Ditassa xeroneura là một loài thực vật có hoa trong họ La bố ma. Loài này được Schltr. mô tả khoa học đầu tiên năm 1906.